# Brabham BT3
La Brabham BT3 è una vettura da Formula 1 realizzata dalla Brabham per il campionato del mondo di Formula 1 del 1962.

## Sviluppo
Dopo aver lasciato la scuderia Cooper nel 1961,  Jack Brabham iniziò a collaborare con l'ingegnere australiano Ron Tauranac per la costituzione di un proprio team automobilistico. Da ciò nacque la BT3, la prima vettura progettata dai due per competere nella massima formula a ruote scoperte.

## Tecnica
La vettura era dotata di un telaio tubolare in acciaio in configurazione spaceframe. Come propulsore venne impiegato un Coventry Climax FWMV V8 dalla potenza di 186 cv con 161 Nm di coppia gestito da un cambio Colotti Francis Type 34 a sei rapporti. La carrozzeria in fibra di vetro era di colore turchese solcata da una striscia color'oro. L'impianto frenante era costituito da quattro freni a disco, mentre le sospensioni erano a doppi bracci trasversali con molle elicoidali coassiali e barra stabilizzatrice nella sezione anteriore e a quadrilateri trasversali, doppi bracci, molle elicoidali e barra stabilizzatrice nella parte posteriore.

## Attività sportiva
La prima apparizione della vettura avvenne al GP di Germania del 1962 che si svolgeva al Nürburgring. Dopo essersi classificata 24ª in griglia, la BR3 venne costretta al ritiro a causa della rottura del cambio. Non si presentò per varie ragioni al GP d'Italia, ma negli ultimi due, che si svolgevano rispettivamente negli Stati Uniti (Watkins Glen) e in Sud Africa (Kyalami), vennero ottenuti due 4° posti.
Nel 1963 la vettura venne impiegata per altri tre Gp, e in quello d'Italia giunse 5°. Successivamente la BT3 venne ceduta a Ian Raby che la impiegò per quattro volte tra il 1964 e il 1965 in quattro occasioni, ottenendo però risultati mediocri. Prima di essere ritirata dalle competizioni, la vettura fu utilizzata da David Hepworth per diverse cronoscalate.